# Impatiens epilobioides
Impatiens epilobioides är en balsaminväxtart som beskrevs av Yi Ling Chen. Impatiens epilobioides ingår i släktet balsaminer, och familjen balsaminväxter. Inga underarter finns listade i Catalogue of Life.